# ارتفاع التضخم 2021–2023
ارتفاع التضخم 2021–2022 يشير إلى تضخم اقتصادي أعلى من المتوسط في أنحاء كثيرة من العالم بدأ في أوائل عام 2021. ويعزى ذلك إلى أزمة سلسلة التوريد العالمية 2021 الناجمة عن جائحة كوفيد 19، فضلاً عن السياسات المالية السيئة من قبل العديد من البلدان والطلبات غير المتوقعة على بعض البضائع. نتيجة لذلك شهدت العديد من البلدان أعلى معدلات التضخم منذ عقود.

## الخلفية والأسباب
لا يتفق الاقتصاديون على الأسباب الدقيقة لارتفاع التضخم. يعزوها معظمها إلى نقص المنتجات الناتج عن مشاكل سلسلة التوريد العالمية، والتي نتجت إلى حد كبير عن جائحة كوفيد 19. وتشمل الأسباب الأخرى المذكورة طلبًا قويًا من المستهلكين والاضطرابات في سوق العمل. وحقيقة أن أسعار عام 2021 تتم مقارنتها بأسعار عام 2020، والتي كانت منخفضة بسبب عمليات الإغلاق المرتبطة بالجوائح.

## الآثار
بينما شهدت معظم البلدان ارتفاعًا في معدل التضخم السنوي خلال عام 2021، كانت بعض أعلى معدلات الزيادة في البرازيل وتركيا والولايات المتحدة ونيوزيلندا.
في الولايات المتحدة ارتفع مؤشر أسعار المستهلك بنسبة 6.8٪ بين نوفمبر 2020 ونوفمبر 2021، مدفوعاً بارتفاع أسعار البنزين والمواد الغذائية والسكن. كان هذا أعلى معدل تضخم في الولايات المتحدة منذ عام 1982. يُعتقد أن التضخم قد لعب دورًا رئيسيًا في نتائج الانتخابات خارج العام. يُعتقد أيضًا أنه لعب دورًا رئيسيًا في انخفاض نسبة تأييد الرئيس جو بايدن (الذي تولى منصبه في يناير 2021). ألقى العديد من الجمهوريين باللوم على تصرفات بايدن وزملائه الديمقراطيين في التسبب في زيادة التضخم أو تأجيجه. ومع ذلك فمن غير الواضح ما إذا كانت هذه الاتهامات وجيهة.
في تركيا ارتفعت أسعار التجزئة بنسبة 9.65٪ في ديسمبر مقارنة بشهر نوفمبر بمعدل سنوي قدره 34٪. بعض أكبر الزيادات كانت للكهرباء والغاز الطبيعي والبنزين. وتعرض الاقتصاد لمزيد من التوتر بسبب أزمة العملة الناجمة عن سلسلة من تخفيضات أسعار الفائدة من قبل البنك المركزي. فقدت الليرة التركية 44٪ من قيمتها مقابل الدولار خلال عام 2020.
في البرازيل سجل التضخم أعلى معدل له منذ عام 2003 وارتفعت الأسعار بنسبة 10.74٪ في نوفمبر 2021 مقارنة بشهر نوفمبر 2020. وتوقع الاقتصاديون أن التضخم قد بلغ ذروته وأن الاقتصاد في الواقع قد يتجه نحو الركود، ويرجع ذلك جزئيًا إلى الزيادات الكبيرة في أسعار الفائدة بمقدار البنك المركزي.